# Brigitte Nganaye
Brigitte Ngânaye (sinh ngày 28 tháng 10 năm 1973) là một vận động viên chạy cự ly trung bình của Cộng hòa Trung Phi. Bà đã thi đấu ở nội dung 800 mét nữ tại Thế vận hội Mùa hè 1992.